# Edificio conmemorativo Oates-Reynolds
El Edificio conmemorativo Oates-Reynolds (también conocido como el Dormitorio de niñas del Baptist Collegiate Institute) es un edificio histórico ubicado en Newton, Alabama, Estados Unidos. El edificio fue incluido en el Registro Nacional de Lugares Históricos en 1974.

## Historia
El Baptist Collegiate Institute fue fundado en 1898 y brindó educación primaria, secundaria y universitaria temprana. Una de las instituciones educativas más antiguas de la región de Wiregrass, la escuela tenía más de 250 estudiantes en 1918. Todo el campus se quemó a principios de la década de 1920, y se construyó un edificio de aulas y un dormitorio de niñas para reemplazarlo. El Instituto cerró en 1929; el edificio de las aulas pasó a manos del sistema de escuelas públicas y el dormitorio se alquiló. El dormitorio sirve actualmente como biblioteca y museo de la ciudad.

## Descripción
El edificio fue construido en estilo neoclásico. La estructura está construida de ladrillo y mampostería, y consta de una parte delantera con frontones en tres lados y un ala trasera que contenía los dormitorios. El edificio contiene 36 habitaciones, 18 en cada piso, incluido el vestíbulo del primer piso y un área de baño y almacenamiento en el segundo piso. El frente del edificio está anclado por cuatro grandes columnas que sostienen un pórtico de dos pisos.